# کرم‌ها: نبرد آزاد ۲
کرم‌ها: نبرد آزاد ۲: (به انگلیسی: Worms: Open Warfare 2) یک بازی ویدئویی تاکتیکی و استراتژیک توپخانه‌ای دوبعدی است که در سال ۲۰۰۷ توسط تیم ۱۷ و Two Tribes توسعه یافته و توسط THQ منتشر شده است. این بازی دنباله‌ای مستقیم بر کرم‌ها: نبرد آزاد است و در سال ۲۰۰۷ برای کنسول‌های PlayStation Portable و Nintendo DS منتشر شد.